# Bisdom Bondo
Het bisdom Bondo (Latijn: Dioecesis Bondoensis) is een rooms-katholiek bisdom in Congo-Kinshasa met als zetel Bondo (Heilig Kruiskathedraal). Het is een suffragaan bisdom van het aartsbisdom Kisangani en werd opgericht in 1959. 
Het bisdom is ontstaan uit de 1926 opgerichte apostolische prefectuur Bondo. In 1937 werd het verheven naar het apostolisch vicariaat en in 1959 werd Bondo een bisdom. De eerste bisschop was André Creemers, O.S.C.. 
In 2015 telde het bisdom 7 parochies. Het bisdom heeft een oppervlakte van 75.600 km2 en telde in 2015 454.000 inwoners waarvan 46,2% rooms-katholiek was. 

## Bisschoppen
- André Creemers, O.S.C. (1959-1970)
- Emmanuel Marcel Mbikanye, O.P. (1970-1978)
- Marcel Bam’ba Gongoa (1980-1992)
- Philippe Nkiere Keana, C.I.C.M. (1992-2005)
- Étienne Ung’eyowun Bediwegi (2008- )